# Lincoln Z
Lincoln Z, раніше відомий як Lincoln Zephyr — китайський розкішний седан середнього розміру, який з 2022 року виробляє Changan Ford, спільне підприємство китайського автовиробника Changan Automobile та американського автовиробника Ford Motor Company, і продається дочірньою компанією Lincoln Motor Company.

## Опис

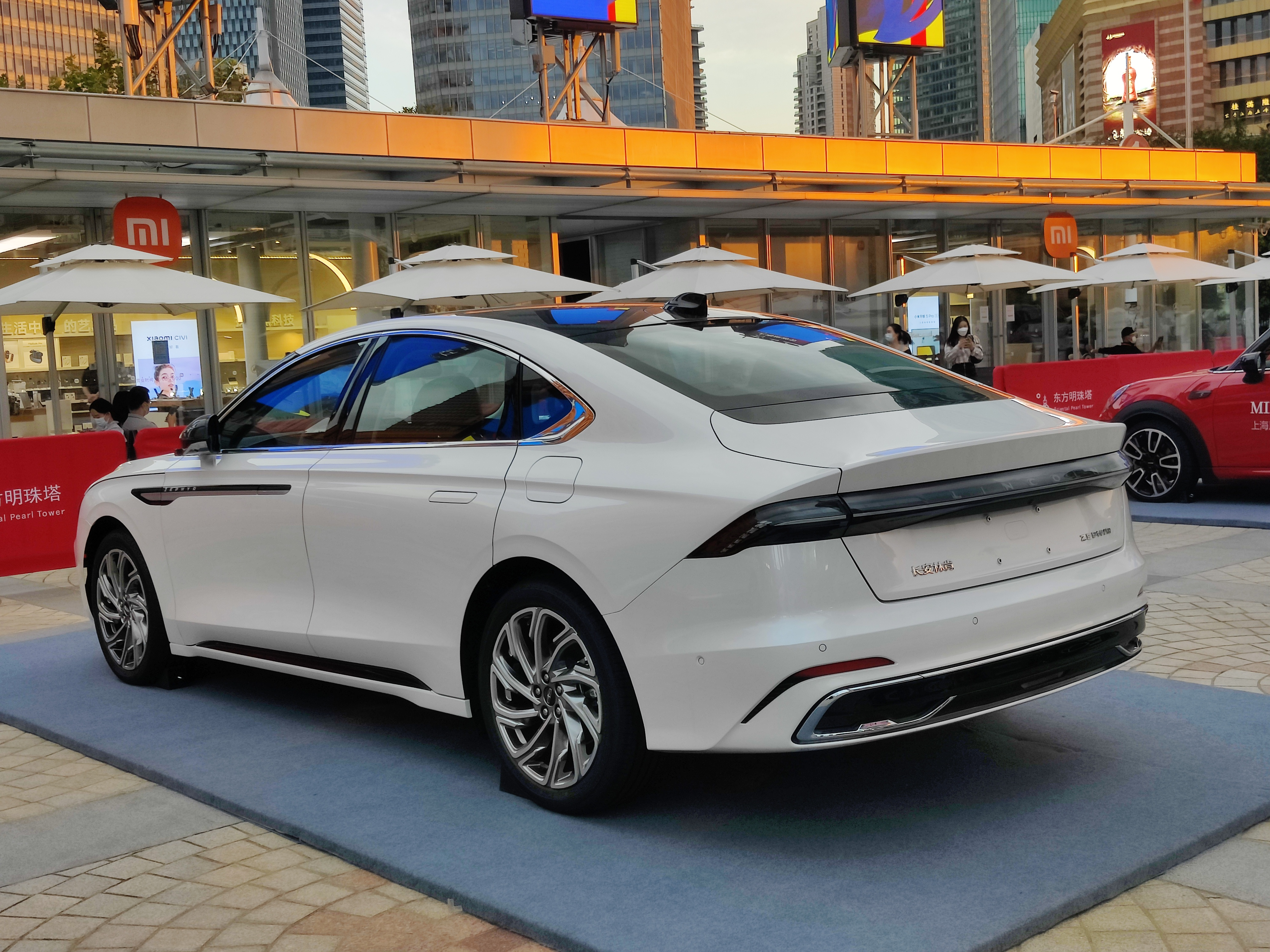
Lincoln Zephyr

21 квітня 2021 року на виставці Auto Shanghai компанія Lincoln представила концепт Zephyr Reflection Concept, який представляв майбутній автомобіль китайського виробництва, розроблений для заміни знятих з виробництва північноамериканських Lincoln MKZ і Lincoln Continental, які раніше імпортувалися на китайський ринок. Серійний китайський Lincoln Zephyr був представлений 19 листопада 2021 року на Auto Guangzhou.
Lincoln Zephyr надійшов у продаж у Китаї під назвою Lincoln Z у березні 2022 року.

## Двигун
- 2.0L EcoBoost CAF488WQC turbo I4 246 к.с.